# Tatworth
Tatworth är en by i Somerset i England. Orten har 2 211 invånare (2001).